# El valor de Castilla
El valor de Castilla, estudio económico y semipolítico es un libro del economista, periodista y activista político Gregorio Fernández Díez publicado en 1926. El libro fue reeditado en 2001 por el Instituto Municipal de Cultura de Burgos, con prólogo de Víctor Munguía.
Obra citada por Ramón Tamames en Estructura económica de España y Los centros de gravedad de la economía española (1968) ; Fabián Estapé en Una visión castellana del desarrollo regional (1964); y por el politólogo Andrés de Blas Guerrero. 

## Temática
Estudio de la estructura económica de España, y muy especialmente de Castilla, en el que desmitifica la escasez de recursos, industria, minería y agricultura en Castilla y en las provincias de la España de raíz castellana. 
El autor dice al inicio de la obra: "cuando en lo sucesivo hablemos de Castilla nos referiremos siempre, entiéndase bien, al territorio de la Castilla actual, desde su límite con Galicia hasta los límites de la misma con Aragón; desde la frontera de Portugal en las tierras de Sáyago hasta la Ribera del Ebro junto a Logroño y desde el Cantábrico en Santillana hasta Sierra Morena en Andalucía. Ese territorio es nuestra Castilla". Es decir, Castilla era para el autor Castilla la Vieja, unida a León, y Castilla la Nueva: 
- la del Pacto Federal Castellano (1869),
- la de la Asociación de Escritores Regionalistas Castellanos (1936),
- la de la obra Las Castillas y León. Teoría de una nación (1982) o
- la de los tres libros de Juan Pablo Mañueco Martínez: El nacionalismo: una última oportunidad para Castilla (1980), Las raíces de un pueblo. Aproximación al hecho nacional castellano (1982) y Castilla, este canto es tu canto (2014. 2 Vol.), amén de otros ya en pleno siglo XXI como "Breve Historia de Castilla", Castilla entre el XX y el XXI. "Las Generaciones culturales castellanas de 1900 al 2000" y otros cientos de artículos, poemas y textos de este autor.

En el mismo sentido, el filósofo Pedro González García (zamorano), en 1906, afirmaba que las fronteras entre la Castilla primigenia y León eran "meros accidentes de limitación histórica". La procedencia de los equipos fundadores de la Federación Castellana de Fútbol (1932-1987) revelaba el reconocimiento, en gran medida, del mapa de Castilla de los autores citados y obras mencionadas por parte de los clubes. 
A favor de la Mancomunidad Castellana, en 1926, y la animación del castellanismo. Quizá deba ser considerado el primer texto inequívocamente nacionalista castellano: "[Castilla] fue nación y que podría volverlo a ser, aún contra su voluntad... [debería] haber conservado su organización nacional, en un estado federal, porque en nuestro concepto el régimen "que no fue cosa de Castilla", sino de los Austrias ha perjudicado notoriamente a Castilla...".
En 1926, un diario hacía la siguiente reseña de la obra: 
"Preocupa a autor de esta obra todo lo relacionado con el progreso y los intereses de Castilla, y tal actitud es un motivo de encomio y una forma de ejemplaridad. A los ayuntamientos de Avila, Burgos, Logroño, León, Guadalajara, Cuenca, Ciudad Real, Madrid, Palencia, Salamanca, Santander, Segovia, Soria, Toledo, Zamora y Valladolid va dedicada la obra. No se trata de un himnario más, a la sombra de las sobriadas —aunque gloriosas— alegorías oratorias, sino un estudio de carácter económico y por tanto con relaciones políticas. La riqueza natural y las estadísticas son fuentes de origen para las deducciones del autor, el cual confiesa que también le halaga pensar que su esfuerzo contribuya a desvanecer la idea simplista que sobre la sequedad y esterilidad de las Castillas suele tenerse en el litoral. «El Pueblo Gris», «el quietismo de las Mesetas —dice— tienen bastante de error y de equívocos, o cuando menos constituyen una marcada exageración». Adherido a la espiritualidad de Senador Gómez, muestra por qué su obra ha sido mal interpretada, y señala el camino del optimismo, puestos los ojos en el valor económico que se está operando en esas mal comprendidas tierras, fecundas de recursos y reservas vitales."